# 佐柳藤太

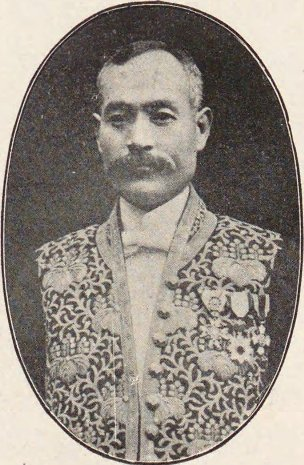
佐柳藤太

佐柳 藤太（さやなぎ とうた、1870年10月14日（明治3年9月20日） - 1925年（大正14年）2月24日）は、日本の内務官僚、政治家。官選県知事、熊本市長、小樽市長。

## 経歴
讃岐国多度郡（後に仲多度郡豊原村、現：多度津町）で生まれる。第三高等学校を経て、1892年、東京法学院（現：中央大学）を卒業。1894年、弁護士試験に合格。1895年11月、文官高等試験行政科試験に合格。1896年、内務省に入り県治局属となる。
以後、新潟県内務部第一課長、山形県内務部長、福岡県事務官・内務部長などを歴任。
1912年12月、滋賀県知事に就任。1914年4月、千葉県知事に転じた。米作、教育、社会教育の振興に尽した。1917年1月、同県知事を辞し退官。その後、熊本市長、小樽市長を歴任。